# Quincy-Voisins
Pour les articles homonymes, voir Quincy et Voisins.
Quincy-Voisins est une commune française située dans le département de Seine-et-Marne, en région Île-de-France.

## Géographie

### Localisation
Quincy-Voisins se trouve à 42 kilomètres à l’est de Paris, à 5 kilomètres au sud de Meaux, à 6 kilomètres de Crécy-La-Chapelle et à 8 kilomètres de Disneyland Paris.
Cette petite ville agréable a su garder un esprit villageois tout en étant à proximité de pôles touristiques et économiques importants.

### Communes limitrophes
|                       | Mareuil-lès-Meaux      | Boutigny |
| Condé-Sainte-Libiaire | Quincy-Voisins         |          |
|                       | Couilly-Pont-aux-Dames | Bouleurs |

### Relief, géologie et hydrographie

#### Réseau hydrographique

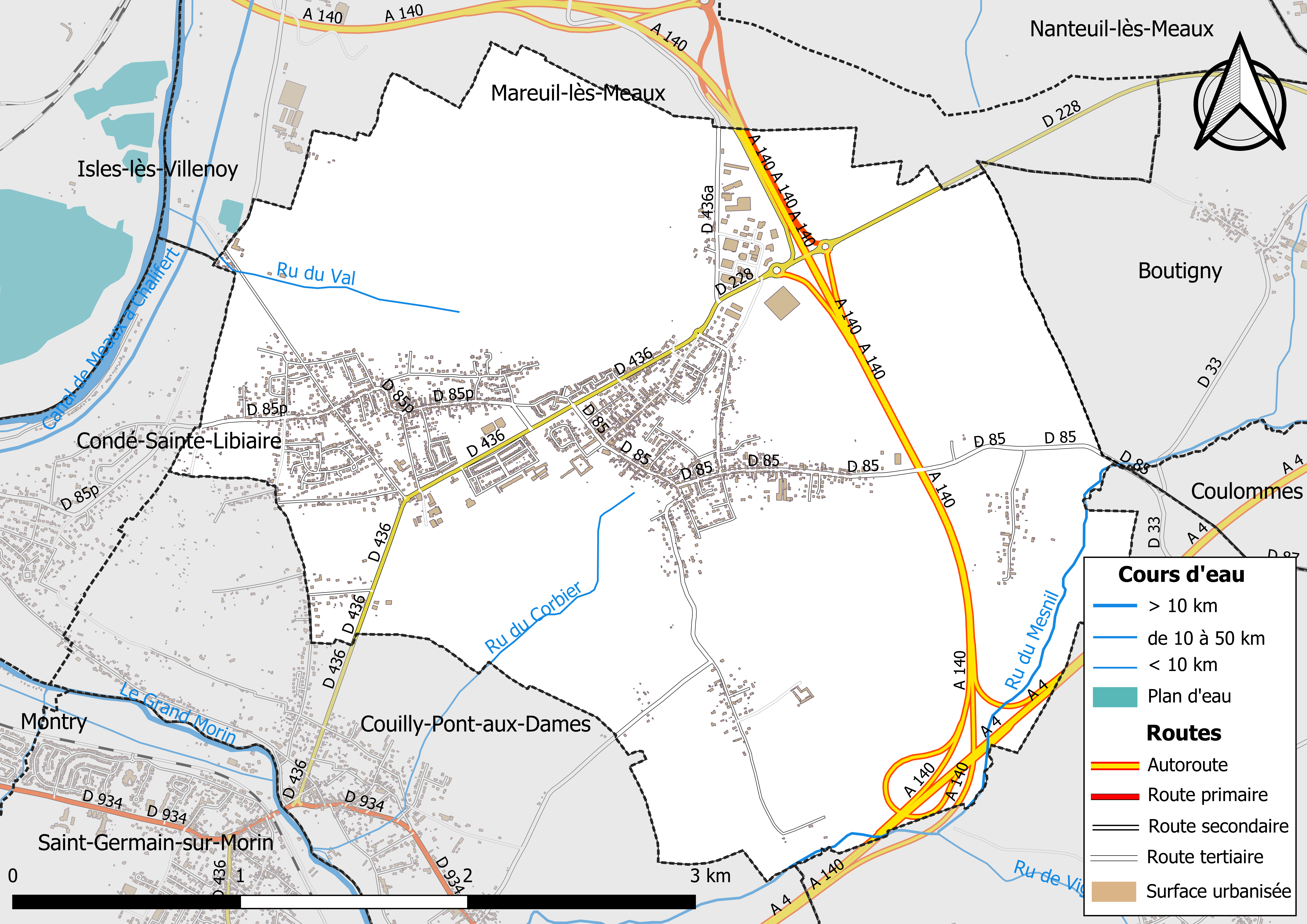
Carte des réseaux hydrographique et routier de Quincy-Voisins.

La commune est située sur le rebord septentrional du plateau briard. Son altitude moyenne est de 125 mètres. Elle possède un relief assez marqué puisque certaines portions de son territoire descendent à 70 mètres — voire à 45 pour le point le plus bas.
Ce relief a été découpé par trois rus :
- le ru du Val, 1,5 km[1], au nord, qui sépare Voisins du Mont, et qui se jette dans la Marne près du lieu-dit les Rouazes ;
- le ru du Corbier, 2,4 km[2], qui prend sa source dans les Coutures, où il est canalisé au niveau de la rue du Vivier et de la rue Carnot, avant de traverser le parc du château et de descendre vers Couilly-Pont-aux-Dames où il se jette dans le Grand Morin ;
- le ru du Mesnil, 9,4 km[3], qui prend sa source à Vaucourtois (au lieu-dit Lihou), qui coule à proximité du hameau de Ségy et qui se jette aussi dans le Grand Morin à Couilly-Pont-aux-Dames.

L'Aqueduc de la Dhuis traverse le bourg en son centre.
La longueur linéaire globale des cours d'eau sur la commune est de 7,76 km.

#### Gestion des cours d'eau
Afin d’atteindre le bon état des eaux imposé par la Directive-cadre sur l'eau du 23 octobre 2000, plusieurs outils de gestion intégrée s’articulent à différentes échelles : le SDAGE, à l’échelle du bassin hydrographique, et le SAGE, à l’échelle locale. Ce dernier fixe les objectifs généraux d’utilisation, de mise en valeur et de protection quantitative et qualitative des ressources en eau superficielle et souterraine. Le département de Seine-et-Marne est couvert par six SAGE, au sein du bassin Seine-Normandie.
La commune fait partie du SAGE « Petit et Grand Morin », approuvé le 21 octobre 2016. Le territoire de ce SAGE comprend les bassins du Petit Morin (630 km2) et du Grand Morin (1 185 km2). Le pilotage et l’animation du SAGE sont assurés par le syndicat mixte d'aménagement et de gestion des Eaux (SMAGE) des 2 Morin, qualifié de « structure porteuse ».

### Climat
Pour des articles plus généraux, voir Climat de l'Île-de-France et Climat de Seine-et-Marne.
En 2010, le climat de la commune est de type climat océanique dégradé des plaines du Centre et du Nord, selon une étude du CNRS s'appuyant sur une série de données couvrant la période 1971-2000. En 2020, Météo-France publie une typologie des climats de la France métropolitaine dans laquelle la commune est exposée à un climat océanique altéré et est dans la région climatique Nord-est du bassin Parisien, caractérisée par un ensoleillement médiocre, une pluviométrie moyenne régulièrement répartie au cours de l’année et un hiver froid (3 °C).
Pour la période 1971-2000, la température annuelle moyenne est de 10,3 °C, avec une amplitude thermique annuelle de 15,2 °C. Le cumul annuel moyen de précipitations est de 734 mm, avec 11,6 jours de précipitations en janvier et 8,2 jours en juillet. Pour la période 1991-2020, la température moyenne annuelle observée sur la station météorologique la plus proche, située sur la commune de Changis-sur-Marne à 12 km à vol d'oiseau, est de 11,9 °C et le cumul annuel moyen de précipitations est de 710,1 mm,. Pour l'avenir, les paramètres climatiques de la commune estimés pour 2050 selon différents scénarios d'émission de gaz à effet de serre sont consultables sur un site dédié publié par Météo-France en novembre 2022.

### Milieux naturels et biodiversité

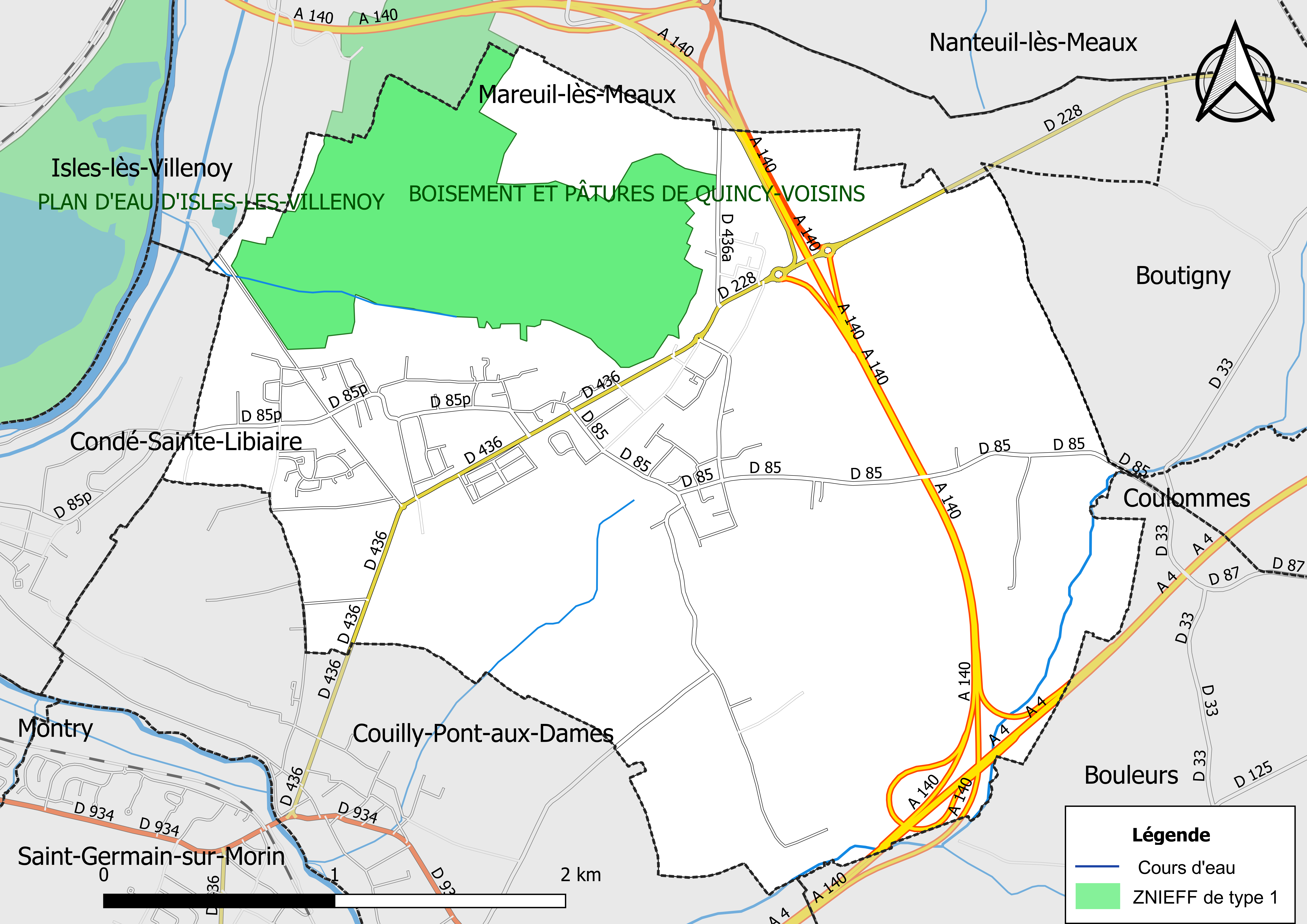
Carte des ZNIEFF de type 1 localisées sur la commune.

L’inventaire des zones naturelles d'intérêt écologique, faunistique et floristique (ZNIEFF) a pour objectif de réaliser une couverture des zones les plus intéressantes sur le plan écologique, essentiellement dans la perspective d’améliorer la connaissance du patrimoine naturel national et de fournir aux différents décideurs un outil d’aide à la prise en compte de l’environnement dans l’aménagement du territoire.
Le territoire communal de Quincy-Voisins comprend une ZNIEFF de type 1,,, 
les « Boisement et pâtures de Quincy-Voisins » (255,38 ha), couvrant 2 communes du département.

## Urbanisme

### Typologie
Au 1er janvier 2024, Quincy-Voisins est catégorisée ceinture urbaine, selon la nouvelle grille communale de densité à sept niveaux définie par l'Insee en 2022.
Elle appartient à l'unité urbaine de Bailly-Romainvilliers, une agglomération intra-départementale regroupant quatorze  communes, dont elle est ville-centre,,. Par ailleurs la commune fait partie de l'aire d'attraction de Paris, dont elle est une commune de la couronne,. Cette aire regroupe 1 929 communes,.

### Occupation des sols
L'occupation des sols de la commune, telle qu'elle ressort de la base de données européenne d’occupation biophysique des sols Corine Land Cover (CLC), est marquée par l'importance des territoires agricoles (41,4 % en 2018), en diminution par rapport à 1990 (45,2 %). La répartition détaillée en 2018 est la suivante : 
terres arables (41,4% ), forêts (34,9% ), zones urbanisées (20,3% ), zones industrielles ou commerciales et réseaux de communication (3,5 %).
Parallèlement, L'Institut Paris Région, agence d'urbanisme de la région Île-de-France, a mis en place un inventaire numérique de l'occupation du sol de l'Île-de-France, dénommé le MOS (Mode d'occupation du sol), actualisé régulièrement depuis sa première édition en 1982. Réalisé à partir de photos aériennes, le Mos distingue les espaces naturels, agricoles et forestiers mais aussi les espaces urbains (habitat, infrastructures, équipements, activités économiques, etc.) selon une classification pouvant aller jusqu'à 81 postes, différente de celle de Corine Land Cover,,. L'Institut met également à disposition des outils permettant de visualiser par photo aérienne l'évolution de l'occupation des sols de la commune entre 1949 et 2018.

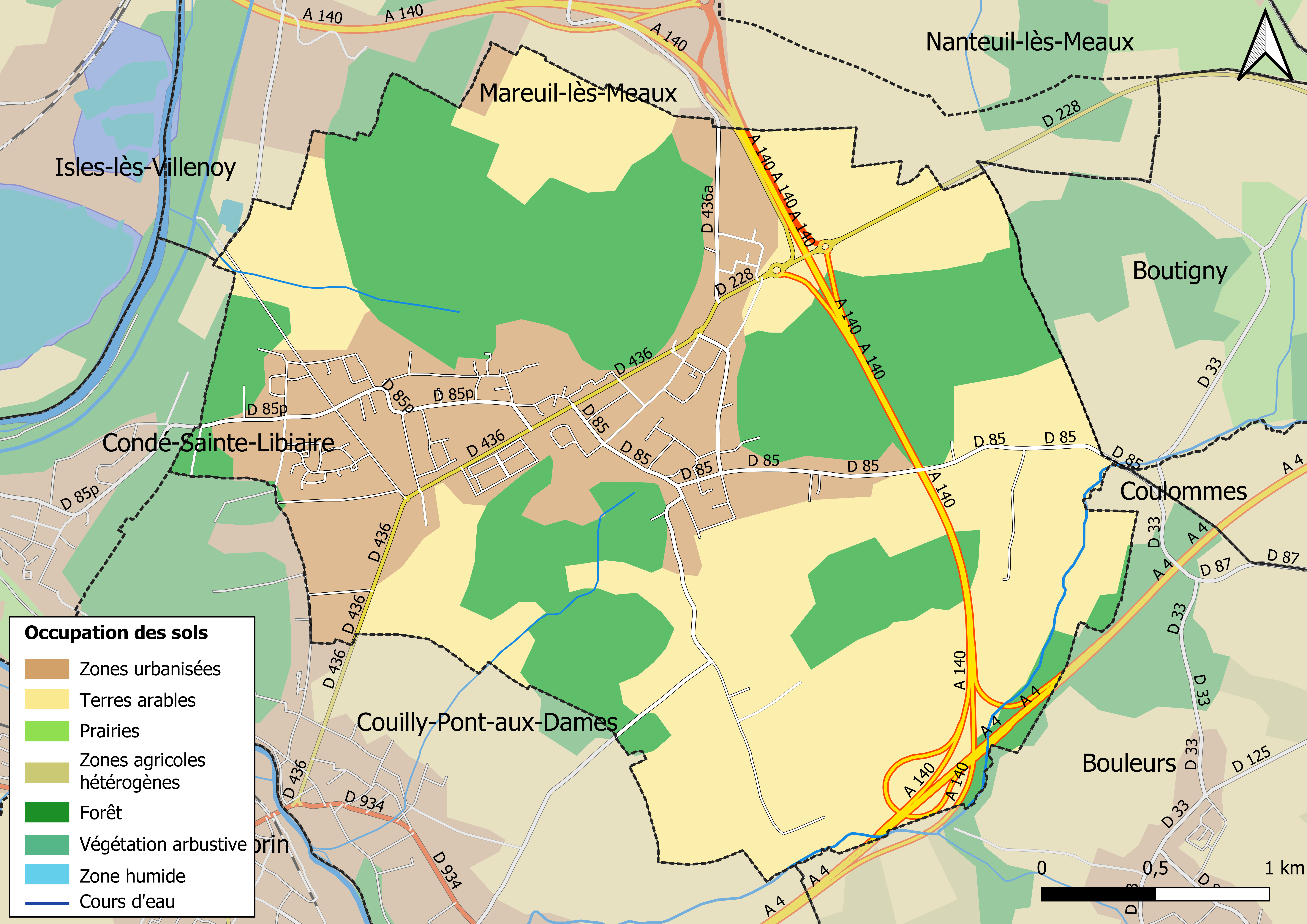
Carte des infrastructures et de l'occupation des sols en 2018 (CLC) de la commune.
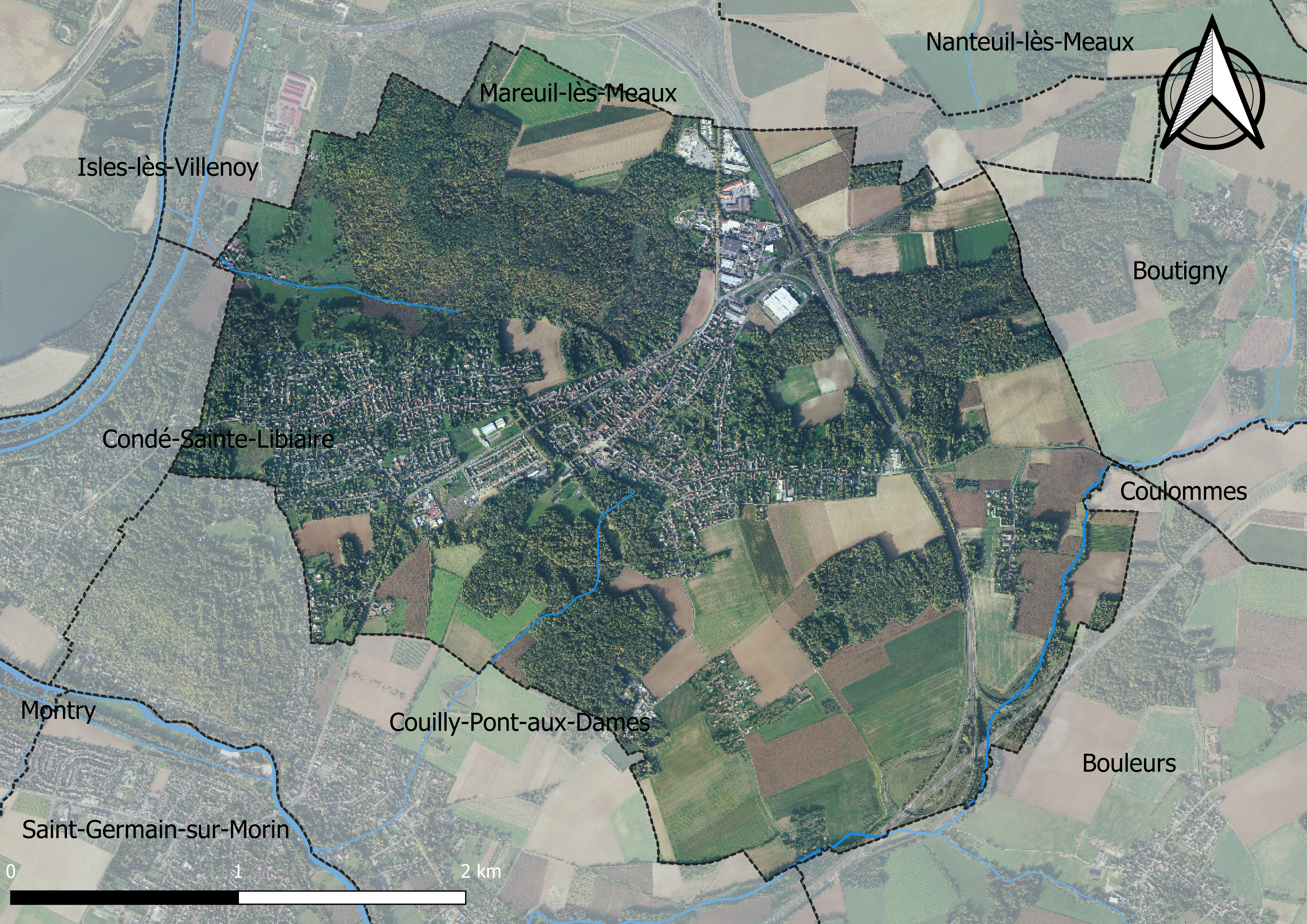
Carte orhophotogrammétrique de la commune.

### Planification
La loi SRU du 13 décembre 2000 a incité les communes à se regrouper au sein d’un établissement public, pour déterminer les partis d’aménagement de l’espace au sein d’un SCoT, un document d’orientation stratégique des politiques publiques à une grande échelle et à un horizon de 20 ans et s'imposant aux documents d'urbanisme locaux, les PLU (Plan local d'urbanisme). La commune est dans le territoire du SCOT Pays créçois, approuvé le 18 décembre 2019.
La commune ne disposait pas en 2019 de document d'urbanisme opérationnel et le règlement national d'urbanisme s'appliquait donc pour la délivrance des permis de construire.

### Lieux-dits et écarts
La commune compte 94 lieux-dits administratifs répertoriés consultables ici (source : le fichier Fantoir).

### Quartiers
Le nom double de la commune rappelle que son territoire a longtemps été morcelé.
Le hameau de Ségy a même formé une paroisse indépendante jusqu’en 1807.
Les hameaux de Moulignon et de Ségy sont encore séparés par des champs du cœur du village (formé par Quincy, Voisins et les anciens hameaux de Huiry, Joncheroy et Chevalrue).
Les deux pôles d’activités se situent aux lieux-dits de la Demi-Lune et de la Bonne Rencontre.

### Logement
En 2016, le nombre total de logements dans la commune était de 2 233 dont 84,3 % de maisons et 15,1 % d'appartements.
Parmi ces logements, 93,4 % étaient des résidences principales, 1,3 % des résidences secondaires et 5,2 % des logements vacants.
La part des ménages fiscaux propriétaires de leur résidence principale s'élevait à 80,5 % contre 18 % de locataires dont, 6,5 % de logements HLM loués vides (logements sociaux) et, 1,5 % logés gratuitement.

### Voies de communication et transports

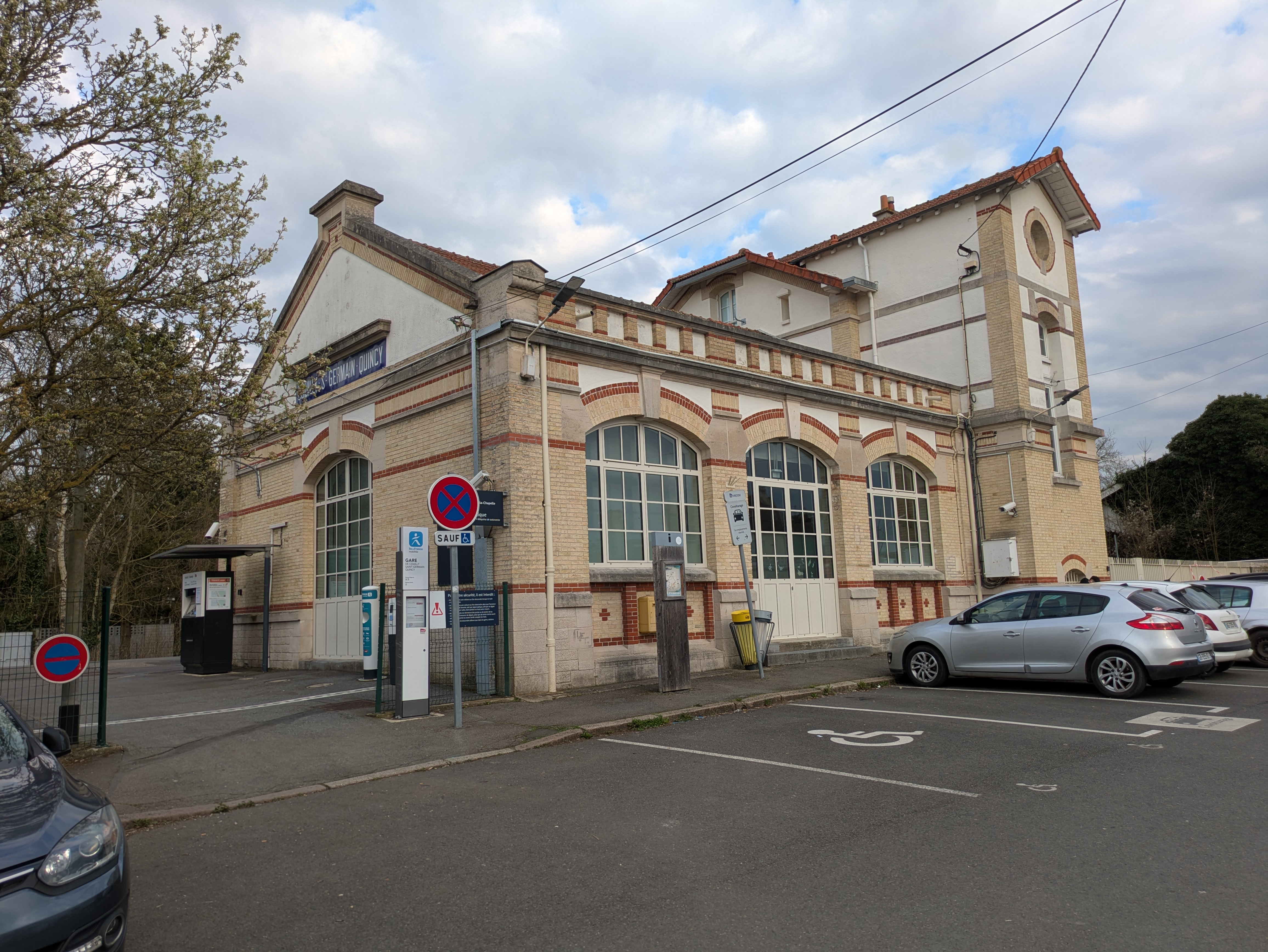
La gare de Couilly - Saint-Germain - Quincy en 2025.

La commune est desservie par plusieurs lignes de bus permettant un accès à la gare de Meaux (réseau Transilien) ou aux gares RER A de Marne-la-Vallée - Chessy et du Val d'Europe.
Il existe également une gare de Couilly - Saint-Germain - Quincy sur le territoire de la commune de Saint-Germain-sur-Morin. Elle se trouve sur la ligne d'Esbly à Crécy-la-Chapelle (actuelle ligne T14 du tramway) et permet de prendre le train pour Paris en changeant en gare d'Esbly.
Le sentier de grande randonnée GR1 longe la frontière est de la commune et se prolonge à Mareuil-lès-Meaux au nord et Bouleurs au sud.

## Toponymie
Quincy est mentionné sous les formes Villa Quinci en 1165 ; Quinciacum en 1169 ; Quinci en la chatelerie de Miauz et La fort meson et le porpris de Quinci en 1275 ; Le fief de Quincy en 138 ; Quincy lez Meaux en 1448 ; Quincy en Brie en 1541.
En 1807, l'ancienne commune de Segy est rattaché à Quincy, et la commune prend alors l'appellation de Quincy-Segy. Un décret du 2 mars 1929 donne le nom de Quincy-Voisins à la commune.
Voisins est un ancien hameau de Quincy-Ségy, son nom est mentionné sous les formes Villa de Visines en 1439 ; Voisins, en la parroisse de Quincy au XVIIe siècle ; Voisin en 1757 (Cassini).

Voisin (vicinus), comme toponyme, est un dérivé du latin vicus (bourg, village).

## Histoire
(janvier 2017).
Comme pour l’ensemble de cette partie du plateau briard, l’occupation humaine du territoire de Quincy-Voisins est ancienne. Plusieurs fouilles archéologiques sur l’espace de la commune ont permis de découvrir des éléments datant de la préhistoire, des restes de structures, de routes et d'habitats gallo-romains, ainsi qu'une nécropole du haut Moyen Âge.
Toutefois, il faut attendre l’an mil pour que les sources écrites mentionnent le village. En 1005, une charte d’un évêque de Meaux cite le hameau de Ségy, alors paroisse indépendante. Au milieu du XIIe siècle, le toponyme de Quincy est cité dans plusieurs actes alors que la seigneurie passe dans les mains d’un puissant lignage, les Cornillon qui contrôlent la ville de Meaux pendant tout le siècle. Dans la première moitié du XIIIe siècle, c’est sous l’impulsion de Pierre de Cornillon, mort vers 1250, que Quincy connaît de profonds changements. Les habitations se regroupent autour de l’église Saint-Denis qui vient d’être construite en même temps qu’une maison forte. L’économie du village est agricole : céréaliculture et viticulture assurent les revenus seigneuriaux. Les diverses donations effectuées par Pierre de Cornillon montrent que le terroir produit alors aussi bien du vin blanc que du vin rouge.
À partir du XIVe siècle, la prospérité du village décline. Les différents partages de succession ont fortement divisé la seigneurie et plusieurs hôtels seigneuriaux voient le jour, notamment celui toujours en place de Charny. La guerre de Cent Ans, dont la région de Meaux a beaucoup souffert, ravage le village. Le seigneur de Charny doit se réfugier dans la ville forte voisine de Crécy. La reconstruction s’étale sur toute la seconde moitié du XVe siècle et l’économie, essentiellement basée sur la viticulture, reprend son essor.
Au XVIe siècle, Quincy vit la montée du protestantisme dans la région. François Vatable, érudit reconnu et futur professeur au Collège de France, est nommé curé de la paroisse en 1521. Il est alors membre du cénacle de Meaux, un groupe évangélique dirigé par l'évêque Guillaume Briçonnet et Lefèvre d’Étaples. Comme les autres membres du cénacle, il prépare sans doute les esprits à la Réforme protestante qui connaîtra un grand succès dans le pays meldois et notamment à Quincy. Les guerres de religion viennent alors troubler la tranquillité de la communauté villageoise dans laquelle protestants et catholiques cohabitent. En 1562, des calvinistes saccagent l'église. En 1590, les armées de la Ligue catholique attaquent le village qui est défendu par deux forts. Plus d'une centaine de personnes, réfugiées sous les voûtes de l'église, meurent étouffées par la fumée de l'incendie allumé par les ligueurs. Quincy retrouve la paix avec l’accession au trône d’Henri IV. Catholiques et protestants se partagent le village. En 1685, la révocation de l'édit de Nantes provoque le départ des réformés qui refusent d'abjurer leur foi. L'un d'eux, Étienne Robert, ancien forgeron de Quincy, fonde la ville de Neu-Isenburg, près de Francfort, avec ses compagnons. Il en devient le premier maire en 1701.
Au cours du XVIIe siècle, la famille Sévin fait bâtir le château, qui est plusieurs fois agrandi ou remanié jusqu'à nos jours. En 1712, François Boula rachète la seigneurie à Charles Sévin, dit le Marquis de Quincy. Trois ans plus tard, le nouveau seigneur finance la reconstruction de l'école. Son petit-fils, Antoine François Alexandre Boula de Nanteuil est nommé intendant de Poitiers en 1784. Lors de la Révolution française, lorsqu'il est arrêté au château de Quincy en 1794, l'assemblée communale intervient en sa faveur au nom des services rendus par sa famille et obtient sa libération. Son fils, ultraroyaliste convaincu, est maire du village jusqu'en 1830 . Le curé de Ségy, Jacques Hébert, a moins de chance pendant la Révolution : il est tué dans la prison de Meaux lors des massacres de septembre 1792.
Au cours de l’époque moderne, Quincy s’est véritablement développé, économiquement et démographiquement. La population passe d'environ 980 habitants en 1599 à 1 773 en 1800. Dès la fin du XVIIe siècle débute l'exploitation des carrières de gypse destiné à la fabrication du plâtre. Cette industrie prend tout son essor pendant le XIXe siècle, qui voit le village prendre un nouveau visage. Constitué commune lors de la Révolution, il absorbe celle de Séjy en 1807, et devient Quincy-Ségy.
En 1814, la Seine-et-Marne est le théâtre des mouvements de troupes de la campagne de France menée par Napoléon Ier entre Montmirail et Montereau. Le roi de Prusse et le tsar de Russie passent une nuit au château de Quincy, quelques jours avant d'entrer dans Paris. Vingt ans plus tard, le temple protestant est inauguré. En 1844, la distribution postale est ouverte. Lors de la Guerre franco-allemande de 1870, les Prussiens reviennent et le pasteur Chottin, nommé maire intérimaire, tente de limiter les dégâts tout en organisant une certaine forme de résistance.
Le 22 octobre 1870, le ballon Garibaldi, monté par le député d'opposition Paul de Jouvencel, s'envole du jardin des Tuileries dans Paris assiégé. Atteint par les tirs prussiens, il termine sa course à Quincy-Ségy après avoir parcouru 40 kilomètres. Le hasard fait atterrir Paul de Jouvencel à la Demi-Lune, à un ou deux kilomètres de sa maison.
À la fin du XIXe siècle, les vignes, touchées par le phylloxéra, sont arrachées. La viticulture ne reprendra plus. Toutefois, au même moment se développe la culture du cassis à Ségy, et celle de la prune.
Pendant la première moitié du XXe siècle, Quincy-Ségy attire des personnalités parisiennes, intellectuels et artistes, qui trouvent là un lieu de villégiature dont témoignent encore quelques maisons bourgeoises. Séjournent alors dans le village la journaliste américaine Mildred Aldrich, le critique d’art Maurice Raynal, le sculpteur Constantin Brâncuși ou encore le peintre américain Emil Ganso.
Pendant la Première Guerre mondiale, lors de la première bataille de la Marne en 1914, des soldats traversent les rues presque entièrement vidées de leurs habitants, qui se sont enfuis. L'année suivante, le château est transformé en hôpital militaire auxiliaire.
La Seconde Guerre mondiale touche plus durement le village : l'église est bombardée en 1940 et, en 1944, la résistance s'organise au maquis de la Rouette, qui connaît une fin tragique. Une plaque est apposée près du portail de la ferme de Charny, dont les occupants assuraient le ravitaillement des résistants.
À partir des années 1970, le village connaît une croissance démographique, accélérée par le lotissement de nouvelles zones pavillonnaires. La population passe alors de 1 462 habitants en 1968 à 4 000 en 1990. Quincy-Voisins a aujourd’hui dépassé les 5 000 habitants.

## Politique et administration

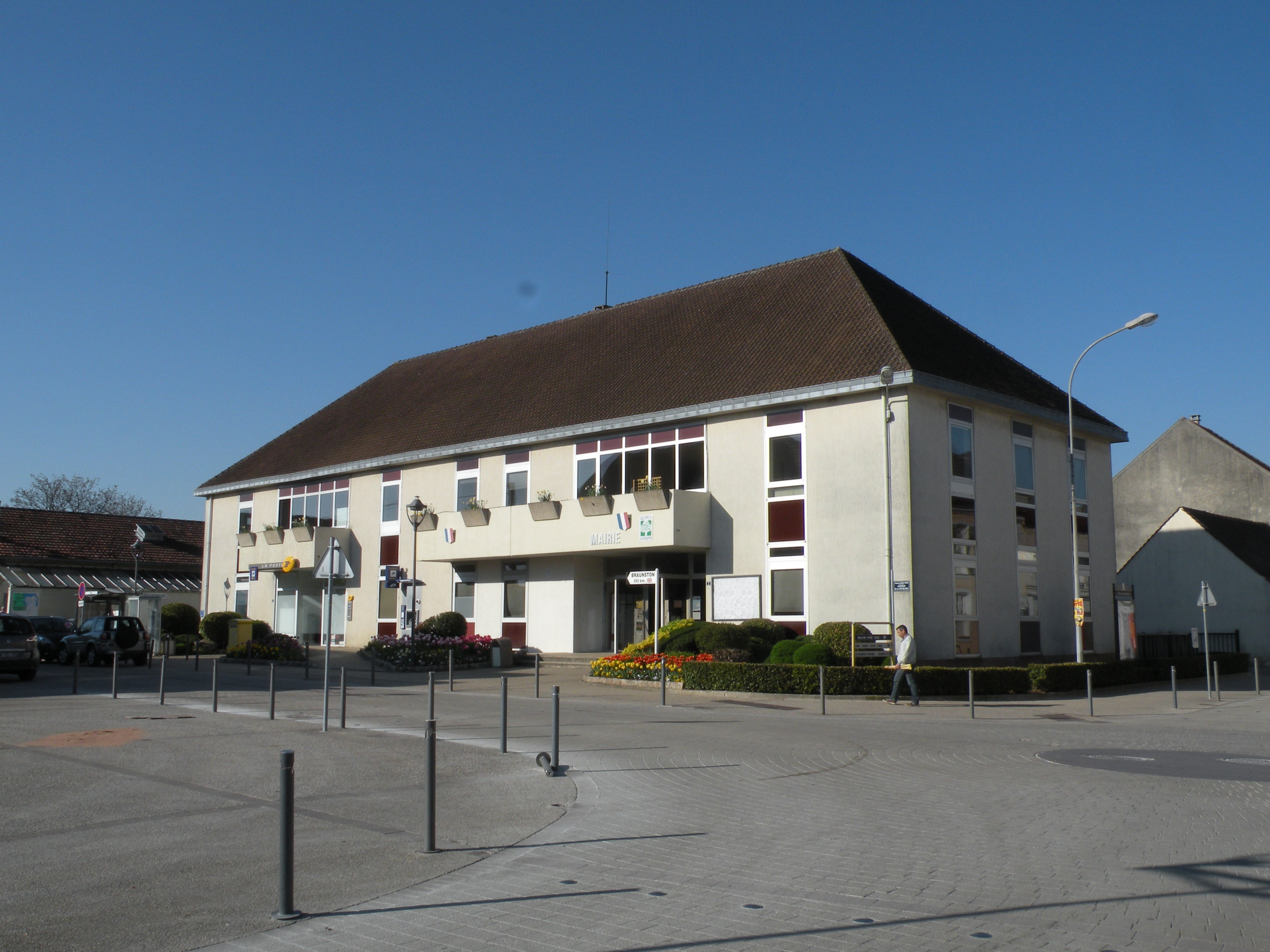
La mairie.

### Rattachements administratifs et électoraux
La commune fait partie de l'arrondissement de Meaux du département de Seine-et-Marne, en région Île-de-France. Pour l'élection des députés, elle dépend de la cinquième circonscription de Seine-et-Marne.
La commune faisait partie depuis 1793 du canton de Crécy-la-Chapelle. Dans le cadre du redécoupage cantonal de 2014 en France, la commune fait désormais partie du canton de Serris.

### Intercommunalité
Depuis le 1er janvier 2020, la commune est membre de la communauté d'agglomération du pays de Meaux. De 2012 à 2019, elle était membre de la communauté de communes du Pays Créçois.

### Tendances politiques et résultats
Lors du premier tour des élections municipales de 2014 en Seine-et-Marne, la liste DVG menée par le maire sortant Jean-Jacques Jego obtient la majorité absolue des suffrages exprimés, avec 1 233 voix (57,83 %, 23 conseillers municipaux élus dont 4 communautaires), devançant largement la liste DVD menée par Florent Smaguine 	(899 voix, 42,16 %, 6 conseillers municipaux élus dont 1 communautaire).
Lors de ce scrutin, 41,78 % des électeurs se sont abstenus. 
Lors du premier tour des élections municipales de 2020 en Seine-et-Marne, la liste écologiste menée par la maire sortante Chantal Kaci — qui avait succédé en 2017 à Jean-Jacques Jego après sa démission — a obtenu une large majorité absolue des suffrages exprimés, avec 1 083 voix (65,83 %, 24 conseillers municipaux élus dont 3 communautaires), devançant la liste DVD menée par Florent Smaguine 	(562 voix, 34,16 %, 5 conseillers municipaux élus dont 1 communautaire).
Lors de ce scrutin marqué par la pandémie de Covid-19 en France, 58,29 % des électeurs se sont abstenus.

### Liste des maires
| Période                                  | Période                       | Identité          | Étiquette   | Qualité |
| ---------------------------------------- | ----------------------------- | ----------------- | ----------- | --- |
| Les données manquantes sont à compléter. |                               |                   |             | |
|                                          |                               | Joseph Bailloux   | RI          | Notaire Conseiller général de Crécy-la-Chapelle (1945 → 1951)                                                 |
| mars 1977                                | 1983                          | Régis Lapauw      | DVG         | Enseignant-chercheur                                                                                          |
| décembre 1983                            | mars 1989                     | Claude Grimberg   | PS          | |
| mars 1989                                | 28 avril 2017,                | Jean-Jacques Jego | PCF         | Professeur des écoles retraité Démissionnaire                                                                 |
| 28 avril 2017                            | 16 janvier 2023               | Chantal Kaci      | App.PCF-ECO | Cadre Vice-présidente de la CA du Pays de Meaux (2020 → 2023) Réélue pour le mandat 2020-2026, Démissionnaire |
| 16 janvier 2023                          | En cours (au 29 janvier 2023) | Denis Lemaire     | DVG         | Enseignant, ancien premier adjoint                                                                            |

### Jumelages
- Braunston (Royaume-Uni)

## Équipements et services

### Eau et assainissement
L’organisation de la distribution de l’eau potable, de la collecte et du traitement des eaux usées et pluviales relève des communes. La loi NOTRe de 2015 a accru le rôle des EPCI à fiscalité propre en leur transférant cette compétence. Ce transfert devait en principe être effectif au 1er janvier 2020, mais la loi Ferrand-Fesneau du 3 août 2018 a introduit la possibilité d’un report de ce transfert au 1er janvier 2026,.

#### Assainissement des eaux usées
En 2020, la gestion du service d'assainissement collectif de la commune de Quincy-Voisins est assurée par  le SMA de Quincy Mareuil Condé-Sainte-Libiaire pour le transport et la dépollution. Ce service est géré en délégation par une entreprise privée, dont le contrat arrive à échéance le 28 avril 2026,,.
L’assainissement non collectif (ANC) désigne les installations individuelles de traitement des eaux domestiques qui ne sont pas desservies par un réseau public de collecte des eaux usées et qui doivent en conséquence traiter elles-mêmes leurs eaux usées avant de les rejeter dans le milieu naturel. Le SMA de Quincy Mareuil Condé-Sainte-Libiaire assure pour le compte de la commune le service public d'assainissement non collectif (SPANC), qui a pour mission de vérifier la bonne exécution des travaux de réalisation et de réhabilitation, ainsi que le bon fonctionnement et l’entretien des installations,.

#### Eau potable
En 2020, l'alimentation en eau potable est assurée par le SMAEP de Thérouanne, Marne et Morin (TMM) qui en a délégué la gestion à la SAUR, dont le contrat expire le 30 juin 2023,,.
Les nappes de Beauce et du Champigny sont classées en zone de répartition des eaux (ZRE), signifiant un déséquilibre entre les besoins en eau et la ressource disponible. Le changement climatique est susceptible d’aggraver ce déséquilibre. Ainsi afin de renforcer la garantie d’une distribution d’une eau de qualité en permanence sur le territoire du département, le troisième Plan départemental de l’eau signé, le 3 octobre 2017, contient un plan d’actions afin d’assurer avec priorisation la sécurisation de l’alimentation en eau potable des Seine-et-Marnais. À cette fin a été préparé et publié en décembre 2020 un schéma départemental d’alimentation en eau potable de secours dans lequel huit secteurs prioritaires sont définis. La commune fait partie du secteur Meaux.

## Population et société

### Démographie
L'évolution du nombre d'habitants est connue à travers les recensements de la population effectués dans la commune depuis 1793. Pour les communes de moins de 10 000 habitants, une enquête de recensement portant sur toute la population est réalisée tous les cinq ans, les populations de référence des années intermédiaires étant quant à elles estimées par interpolation ou extrapolation. Pour la commune, le premier recensement exhaustif entrant dans le cadre du nouveau dispositif a été réalisé en 2008.

En 2022, la commune comptait 5 506 habitants, en évolution de +1,4 % par rapport à 2016 (Seine-et-Marne : +3,92 %, France hors Mayotte : +2,11 %).
| 1793  | 1800  | 1806  | 1821  | 1831  | 1836  | 1841  | 1846  | 1851  |
| ----- | ----- | ----- | ----- | ----- | ----- | ----- | ----- | ----- |
| 1 751 | 1 799 | 1 900 | 1 974 | 2 092 | 2 044 | 1 922 | 1 956 | 1 904 |

| 1856  | 1861  | 1866  | 1872  | 1876  | 1881  | 1886  | 1891  | 1896  |
| ----- | ----- | ----- | ----- | ----- | ----- | ----- | ----- | ----- |
| 1 802 | 1 711 | 1 718 | 1 636 | 1 573 | 1 503 | 1 527 | 1 505 | 1 435 |

| 1901  | 1906  | 1911  | 1921  | 1926  | 1931  | 1936  | 1946  | 1954  |
| ----- | ----- | ----- | ----- | ----- | ----- | ----- | ----- | ----- |
| 1 471 | 1 482 | 1 450 | 1 309 | 1 482 | 1 419 | 1 407 | 1 330 | 1 282 |

| 1962  | 1968  | 1975  | 1982  | 1990  | 1999  | 2006  | 2008  | 2013  |
| ----- | ----- | ----- | ----- | ----- | ----- | ----- | ----- | ----- |
| 1 385 | 1 462 | 2 304 | 3 167 | 3 969 | 4 561 | 4 901 | 4 986 | 5 064 |

| 2018  | 2022  | - | - | - | - | - | - | - |
| ----- | ----- | - | - | - | - | - | - | - |
| 5 439 | 5 506 | - | - | - | - | - | - | - |

### Manifestations culturelles et festivités
- Fête du village le week-end de Pentecôte.
- Brocante annuelle
- Festi'Nature (festival sur la nature)
- Festival des Voix Y'Elles (Festival de musique)

### Sports
- L'Union Sportive Quincy-Voisins Football Club a été créée en 1921.
- Le CS Quincy-Voisins Handball a été créé en 1999.
- Le club Quincy-Voisins Volley-Ball est membre de l'Alliance Nord 77 volley-ball.
- La compagnie d'arc de Quincy-Voisins a été créée en 1805.

## Économie

### Agriculture
Quincy-Voisins est dans la petite région agricole dénommée la « Brie laitière » (anciennement Brie des étangs), une partie de la Brie à l'est de Coulommiers. En 2010, l'orientation technico-économique de l'agriculture sur la commune est la culture de céréales et d'oléoprotéagineux (COP).
Si la productivité agricole de la Seine-et-Marne se situe dans le peloton de tête des départements français, le département enregistre un double phénomène de disparition des terres cultivables (près de 2 000 ha par an dans les années 1980, moins dans les années 2000) et de réduction d'environ 30 % du nombre d'agriculteurs dans les années 2010. Cette tendance se retrouve au niveau de la commune où le nombre d’exploitations est passé de 8 en 1988 à 5 en 2010. Parallèlement, la taille de ces exploitations augmente, passant de 63 ha en 1988 à 69 ha en 2010.
Le tableau ci-dessous présente les principales caractéristiques des exploitations agricoles de Quincy-Voisins, observées sur une période de 22 ans : 
|                                      | 1988 | 2000 | 2010 |
| ------------------------------------ | ---- | ---- | ---- |
| Dimension économique,                |      |      |      |
| Nombre d’exploitations (u)           | 8    | 8    | 5    |
| Travail (UTA)                        | 14   | 8    | 4    |
| Surface agricole utilisée (ha)       | 507  | 439  | 343  |
| Cultures                             |      |      |      |
| Terres labourables (ha)              | 454  | 389  | 336  |
| Céréales (ha)                        | 315  | s    | 207  |
| dont blé tendre (ha)                 | 207  | 185  | 153  |
| dont maïs-grain et maïs-semence (ha) | 77   | 77   | s    |
| Tournesol (ha)                       | 15   |      |      |
| Colza et navette (ha)                | 27   | s    | 41   |
| Élevage                              |      |      |      |
| Cheptel (UGBTA)                      | 108  | 57   | 11   |

## Culture locale et patrimoine

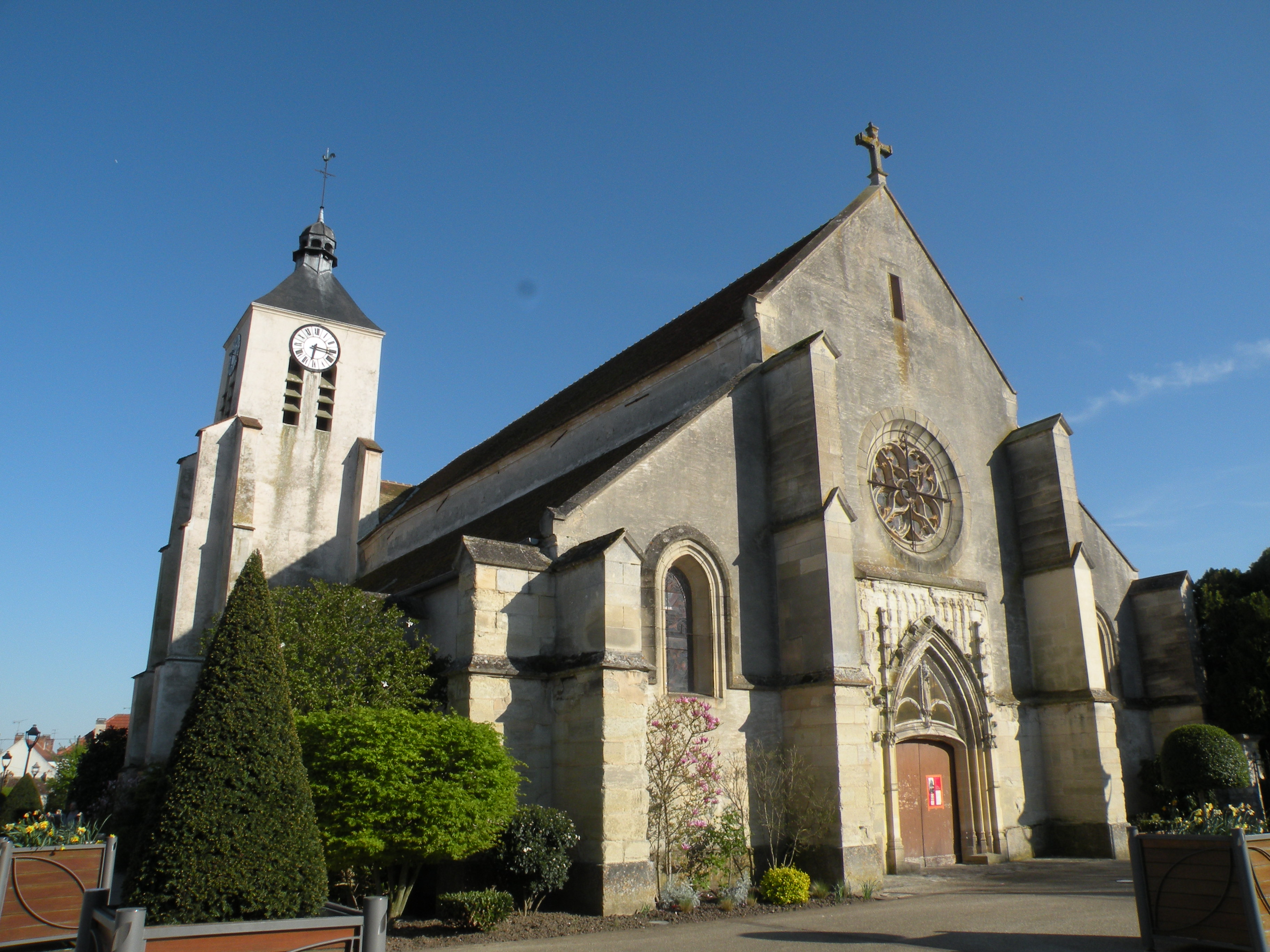
L'église Saint-Denis.

### Lieux et monuments
- L'église paroissiale sous le vocable de Saint Denis avec un portail de style gothique du XVe siècle et un clocher carré à lanternon[65]. La plus grande partie de l'église est le résultat de reconstructions aux XIXe et XXe siècles. Nombreux vitraux des XIXe et XXe siècles.
- Le temple protestant construit en 1834[66] affecté à l'Eglise Protestante Unie de Nanteuil-lès-Meaux et Coulommiers.
- La ferme-château de Charny dans le hameau de Moulignon accessible par la route de Charny ou par le Chemin des Chambellors qui traverse les champs.
- Les ruines de l'ancienne église Saint-Jacques et Saint-Christophe du hameau de Ségy.
- Le château construit au XVIIe siècle, remanié au XIXe siècle et son parc.

On y trouve aujourd'hui la médiathèque, le conservatoire ainsi que le centre de loisirs de la commune.

### Personnalités liées à la commune
- François Vatable (mort en 1547), fut curé de Quincy. Immense érudit, professeur au Collège de France, il a restauré l'étude de la langue hébraïque dans son pays.
- Maurice Raynal (1884-1954), critique d'art, séjourna à Quincy-Voisins.
- Brancusi (1876-1957), sculpteur, séjourna à Quincy-Voisins.
- Germaine Tailleferre (1892-1983), compositrice, est enterrée au cimetière communal de Quincy-Voisins.

### Cinéma
En 1955, Gilles Grangier tourna devant et dans l'ancien relai routier de l'avenue Foch (au croisement de la rue de Mareuil) des scènes du film Gas-Oil, avec Jean Gabin et Jeanne Moreau.